# エパラマ・トゥヴニヴォノ
エパラマ・トゥヴニヴォノ（Eparama Tuvunivono、2000年2月13日 - ）は、ジャパンラグビーリーグワントヨタヴェルブリッツに所属するラグビー選手。

## プロフィール
- フィジー出身[1]。
- ポジションはプロップ(PR)。
- 身長 185 cm、体重 110 kg
- U18フィジー代表に選ばれたことがある。

## 略歴
2019年、ジョンウェズレーカレッジ卒業後、立正大学に入る。
2023年、立正大学卒業後、トヨタヴェルブリッツに加入。